# Temporada 1948-49 de los Baltimore Bullets (original)
La Temporada 1948-49 fue la segunda de los Baltimore Bullets en la BAA. La temporada regular acabó con 29 victorias y 31 derrotas, ocupando el tercer puesto de la División Este, clasificándose para los playoffs, cayendo en primera ronda ante los New York Knicks.

## Temporada regular
| # | División Este           | División Este | División Este | División Este | División Este |
| # | Equipo                  | G             | P             | %             | PD            |
| - | ----------------------- | ------------- | ------------- | ------------- | ------------- |
| 1 | x-Washington Capitols   | 38            | 22            | .633          | –             |
| 2 | x-New York Knicks       | 32            | 28            | .533          | 6             |
| 3 | x-Baltimore Bullets     | 29            | 31            | .483          | 9             |
| 4 | x-Philadelphia Warriors | 28            | 32            | .467          | 10            |
| 5 | Boston Celtics          | 25            | 35            | .417          | 13            |
| 6 | Providence Steamrollers | 12            | 48            | .200          | 26            |

## Playoffs

### Semifinales de División
New York Knicks - Baltimore Bullets
| Fecha       | Partido                                        | Ciudad     |
| ----------- | ---------------------------------------------- | ---------- |
| 22 de marzo | New York Knicks 81, Baltimore Bullets 82       | Baltimore  |
| 24 de marzo | Baltimore Bullets 82, New York Knicks 84       | Nueva York |
| 26 de marzo | Baltimore Bullets 99, New York Knicks 103 (OT) | Nueva York |
|             | New York gana las series 2-1                   |            |

## Estadísticas
| Rk | Jugador         | Edad | P  | PT | MP | TC  | TCI  | %TC  | 3P | 3PI | %3P | TL  | TLI | %TL   | RO | RD | RT | AS  | RB | TAP | BP | FP  | PTS  |
| -- | --------------- | ---- | -- | -- | -- | --- | ---- | ---- | -- | --- | --- | --- | --- | ----- | -- | -- | -- | --- | -- | --- | -- | --- | ---- |
| 1  | Connie Simmons  | 23   | 60 |    |    | 5.0 | 13.2 | .377 |    |     |     | 3.0 | 4.4 | .683  |    |    |    | 1.9 |    |     |    | 3.6 | 13.0 |
| 2  | Jake Pelkington | 33   | 40 |    |    | 4.0 | 9.1  | .438 |    |     |     | 3.8 | 4.8 | .797  |    |    |    | 2.5 |    |     |    | 4.1 | 11.8 |
| 3  | Walt Budko      | 23   | 60 |    |    | 3.7 | 10.7 | .348 |    |     |     | 4.1 | 5.2 | .790  |    |    |    | 1.7 |    |     |    | 3.4 | 11.5 |
| 4  | Freddie Lewis   | 28   | 53 |    |    | 4.5 | 13.6 | .335 |    |     |     | 2.3 | 3.0 | .771  |    |    |    | 1.7 |    |     |    | 2.7 | 11.4 |
| 5  | Chick Reiser    | 34   | 57 |    |    | 3.8 | 11.5 | .335 |    |     |     | 3.3 | 4.5 | .732  |    |    |    | 2.3 |    |     |    | 3.5 | 11.0 |
| 6  | Hal Tidrick     | 33   | 53 |    |    | 3.4 | 10.4 | .332 |    |     |     | 2.8 | 3.5 | .802  |    |    |    | 1.7 |    |     |    | 3.3 | 9.7  |
| 7  | Sid Tanenbaum   | 23   | 14 |    |    | 3.6 | 11.6 | .309 |    |     |     | 2.4 | 3.1 | .791  |    |    |    | 3.9 |    |     |    | 1.5 | 9.6  |
| 8  | John Mahnken    | 26   | 7  |    |    | 3.0 | 11.4 | .263 |    |     |     | 1.6 | 2.6 | .611  |    |    |    | 1.3 |    |     |    | 4.6 | 7.6  |
| 9  | Stan Stutz      | 28   | 59 |    |    | 2.1 | 7.3  | .281 |    |     |     | 2.2 | 2.7 | .824  |    |    |    | 1.4 |    |     |    | 2.5 | 6.3  |
| 10 | Buddy Jeannette | 31   | 56 |    |    | 1.3 | 3.6  | .367 |    |     |     | 3.0 | 3.8 | .784  |    |    |    | 2.2 |    |     |    | 2.8 | 5.6  |
| 11 | Doug Holcomb    | 23   | 3  |    |    | 1.0 | 4.0  | .250 |    |     |     | 3.0 | 4.7 | .643  |    |    |    | 1.7 |    |     |    | 1.7 | 5.0  |
| 12 | Johnny Ezersky  |      | 27 |    |    | 1.6 | 5.5  | .295 |    |     |     | 1.4 | 2.0 | .709  |    |    |    | 1.0 |    |     |    | 1.3 | 4.7  |
| 13 | Irv Torgoff     | 31   | 29 |    |    | 1.6 | 6.1  | .253 |    |     |     | 1.5 | 1.9 | .768  |    |    |    | 1.1 |    |     |    | 2.7 | 4.6  |
| 14 | Leo Mogus       | 27   | 13 |    |    | 0.8 | 3.8  | .200 |    |     |     | 1.9 | 2.8 | .694  |    |    |    | 0.2 |    |     |    | 2.2 | 3.5  |
| 15 | Jack Toomay     | 26   | 23 |    |    | 1.0 | 2.7  | .381 |    |     |     | 1.2 | 1.8 | .659  |    |    |    | 0.5 |    |     |    | 2.1 | 3.3  |
| 16 | Dan Kraus       | 25   | 13 |    |    | 0.4 | 2.7  | .143 |    |     |     | 0.8 | 1.8 | .458  |    |    |    | 0.5 |    |     |    | 1.8 | 1.6  |
| 17 | Howie Rader     | 27   | 13 |    |    | 0.5 | 3.5  | .156 |    |     |     | 0.2 | 0.8 | .300  |    |    |    | 1.1 |    |     |    | 1.9 | 1.3  |
| 18 | Herb Krautblatt | 22   | 10 |    |    | 0.4 | 1.8  | .222 |    |     |     | 0.5 | 1.1 | .455  |    |    |    | 0.4 |    |     |    | 1.4 | 1.3  |
| 19 | Darrell Brown   | 25   | 3  |    |    | 0.7 | 2.0  | .333 |    |     |     | 0.0 | 0.7 | .000  |    |    |    | 0.0 |    |     |    | 1.0 | 1.3  |
| 20 | Ray Ramsey      | 27   | 2  |    |    | 0.0 | 0.5  | .000 |    |     |     | 1.0 | 1.0 | 1.000 |    |    |    | 0.0 |    |     |    | 0.0 | 1.0  |
| 21 | Don Martin      | 28   | 7  |    |    | 0.3 | 1.3  | .222 |    |     |     | 0.1 | 0.3 | .500  |    |    |    | 0.6 |    |     |    | 2.0 | 0.7  |